# Девушка с косой
«Девушка с косой» — российский комедийный фильм Ольги Гнедич. В главных ролях Александра Урсуляк, Виктор Добронравов и Фёдор Добронравов. Выход в широкий прокат в России состоялся 14 декабря 2017 года.

## Сюжет
Фильм состоит из четырёх отдельных новелл, посвящённых жителям одного дома в канун Нового года. Борис (Олег Гаас) застрял в лифте. Его девушка Ася (Полина Стремоусова) упорно пытается покончить с собой. Дима (Марк Богатырёв), пока жена отсутствует, сталкивается с её предполагаемым любовником. Николай (Фёдор Добронравов) носится по Москве в поисках консервированного горошка для салата оливье. Евгений (Виктор Добронравов) забывает о подарке сыну. Сквозной линией через судьбы героев проходит загадочная девушка с косой (Полина Ауг).

## В ролях
| Актёры               | Персонажи                       |
| -------------------- | ------------------------------- |
| Александра Урсуляк   | Оксана, жена Евгения            |
| Виктор Добронравов   | Евгений, сын Николая            |
| Сергей Медведев      | Пашка, сын Оксаны и Евгения     |
| Фёдор Добронравов    | Николай, отец Евгения           |
| Ирина Чериченко      | Галина Викторовна, жена Николая |
| Марк Богатырёв       | Дима                            |
| Олег Гаас            | Боря                            |
| Полина Ауг           | девушка с косой                 |
| Нина Дворжецкая      | диспетчер                       |
| Дарья Мингазетдинова | Алёна, жена Димы                |
| Полина Стремоусова   | Ася, невеста Бори               |
| Александр Обласов    | Витя                            |
| Сергей Фролов        | Гена, ухажёр Лены               |
| Артур Чиргадзе       | домушник                        |

## Съёмочная группа
- Автор сценария: Виктория Бугаева
- Оператор: Андрей Каторженко
- Композитор: Владимир Свердлов-Ашкенази
- Художник: Денис Бауэр
- Художник по костюмам: Регина Хомская
- Художник по гриму: Владимир Гуркин
- Звукорежиссёр: Борис Войт
- Режиссёр монтажа: Елена Афанасьева
- Кастинг: Елена Потлова
- Исполнительный продюсер: Оксана Костюченко
- Рассказчик: Сергей Пускепалис
- Режиссёр: Ольга Гнедич
- Продюсеры: Вера Сторожева, Владимир Брумберг

## Отзывы
По мнению обозревателя сайта film.ru Евгения Ухова, фильм получился неудачным: «Актёры невыразительны, сюжеты притянуты за уши, съёмки весьма посредственны».